# Matteo Frescobaldi
Matteo Frescobaldi (hacia 1297 - 1348) fue un poeta florentino de la primera mitad del siglo XIV. Aunque se sabe muy poco acerca de su vida, se le encuadra dentro de la época tardía del Dolce Stil Nuovo.
Su poesía, sobre todo en lo relativo al tratamiento de las figuras femeninas, recibió bastantes influencias de Dante, de Guido Cavalcanti, y de su padre, Dino Frescobaldi, también poeta y recitador. Fue amigo de Petrarca. 

## Obras
- Rimas ("Rime") - 1348

- Datos: Q3299627